# Landgericht Dessau-Roßlau

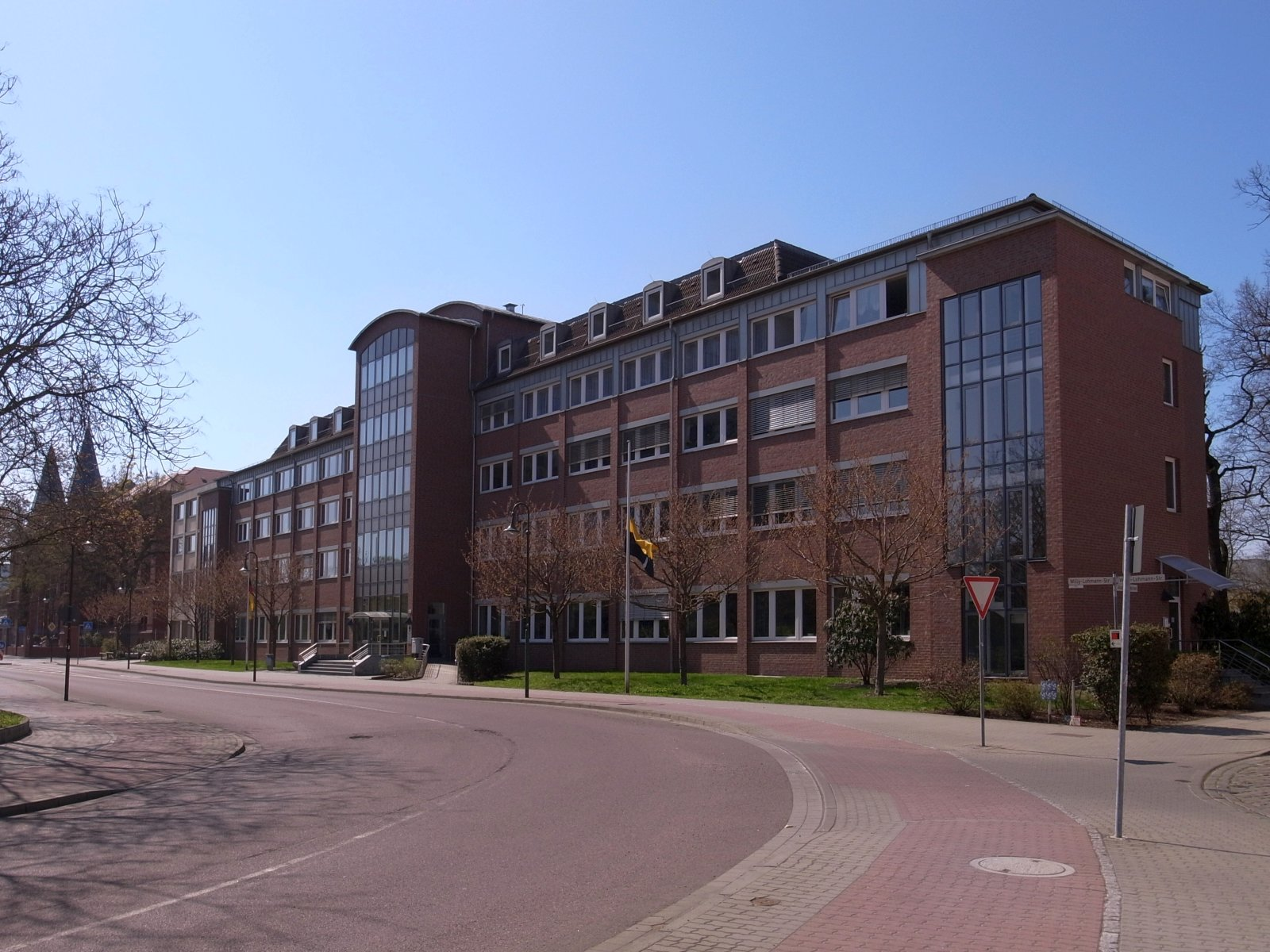
Justizzentrum Anhalt

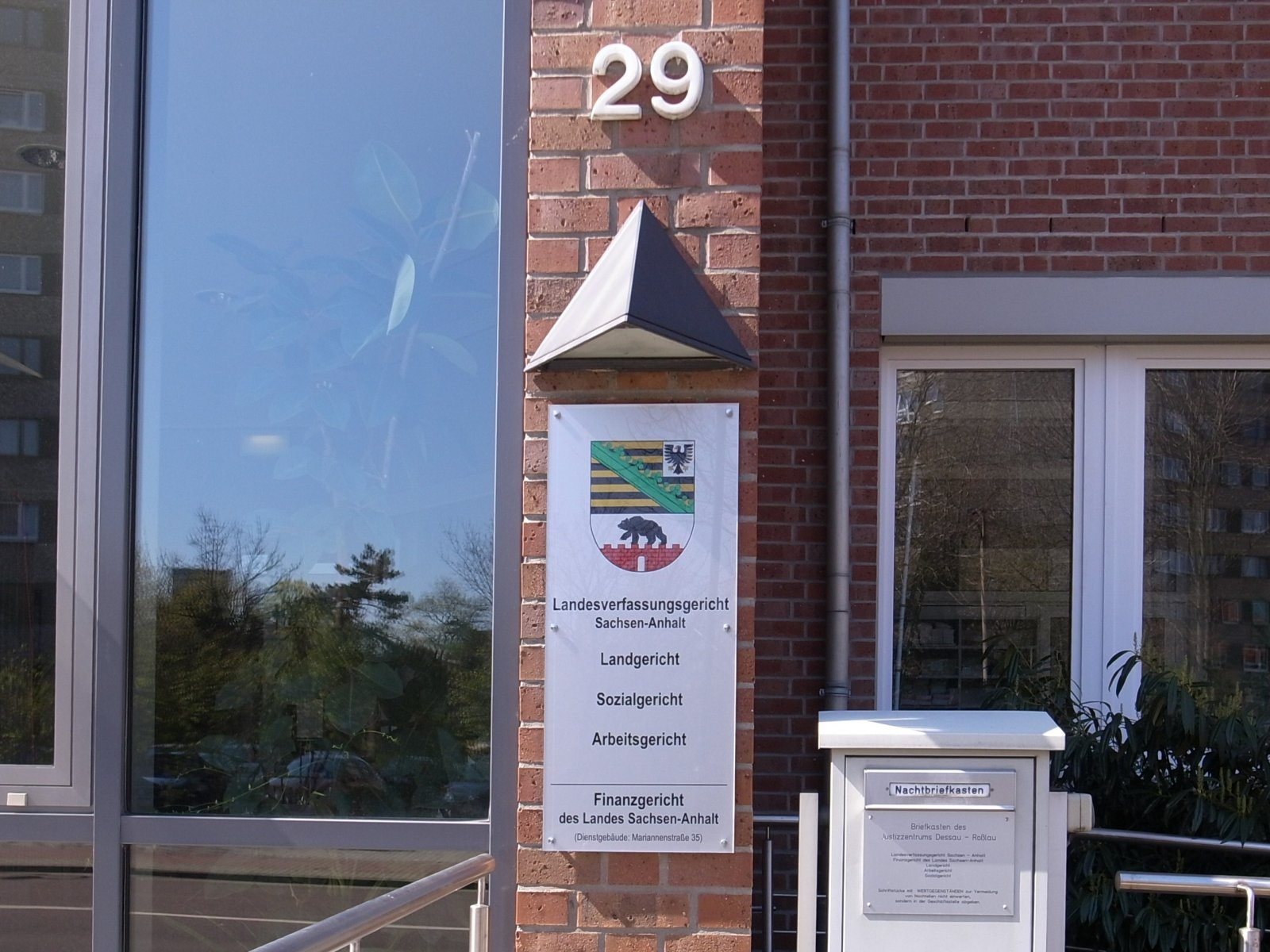
Gerichte im Justizzentrum

Das Landgericht Dessau-Roßlau ist ein Gericht der ordentlichen Gerichtsbarkeit und eines von vier Landgerichten in Sachsen-Anhalt. Es hat seinen Sitz in Dessau-Roßlau.

## Instanzenzug
Zum Gerichtsbezirk gehören die Amtsgerichte Bitterfeld-Wolfen, Dessau-Roßlau, Köthen, Wittenberg und Zerbst. Dem Landgericht Dessau-Roßlau ist das Oberlandesgericht Naumburg übergeordnet.

## Geschichte
Im Herzogtum Anhalt bestand in Dessau von 1850 bis 1879 das Oberlandesgericht Dessau, das Appellationsgericht für das ganze Herzogtum. Nach der Einführung der Reichsjustizgesetze 1879 entstand eine neue Gerichtsstruktur. An der Spitze des Instanzenzugs stand nun das Reichsgericht, dem das gemeinsame Oberlandesgericht Naumburg nachgeordnet war. Das Herzogtum Anhalt bildete den Sprengel des neu gebildeten Landgerichts Dessau. Das Oberlandesgericht Dessau wurde aufgehoben.
Darunter befanden sich folgende Amtsgerichte:
| Gericht                  | Ort          | Anmerkungen                                         |
| ------------------------ | ------------ | --------------------------------------------------- |
| Amtsgericht Ballenstedt  | Ballenstedt  |                                                     |
| Amtsgericht Bernburg     | Bernburg     |                                                     |
| Amtsgericht Köthen       | Köthen       |                                                     |
| Amtsgericht Coswig       | Coswig       |                                                     |
| Amtsgericht Dessau       | Dessau       | mit Gerichtstag in Quellendorf, auch Elbzollgericht |
| Amtsgericht Harzgerode   | Harzgerode   |                                                     |
| Amtsgericht Jeßnitz      | Jeßnitz      | Gerichtstag in Raguhn                               |
| Amtsgericht Oranienbaum  | Oranienbaum  | Gerichtstag in Wörlitz                              |
| Amtsgericht Roßlau       | Roßlau       |                                                     |
| Amtsgericht Sandersleben | Sandersleben |                                                     |
| Amtsgericht Zerbst       | Zerbst       |                                                     |

Das Landgericht Dessau war 1888 für eine Fläche von 2347,35 Quadratkilometer und für 213.565 Gerichtseingesessene zuständig. Am Gericht war ein Gerichtspräsident, ein Direktor und sechs Richter tätig. Am Amtsgericht Bernburg war eine Strafkammer eingerichtet. Nach dem Zweiten Weltkrieg wurde die Gerichtsbezirke im Zusammenhang mit der Bildung des Landes Sachsen-Anhalt neu geordnet. Zum Landgericht Dessau gehörten zum 1. Juli 1947 folgende Amtsgerichte: Aschersleben, Ballenstedt, Bernburg, Calbe (Saale), Dessau, Köthen, Quedlinburg und Zerbst (mit Sitz in Roßlau). Mit der Verwaltungsreform von 1952 wurden die Landgerichte im Gebiet der DDR aufgehoben und die Gerichtsbarkeit durch die Errichtung von Kreis- und Bezirksgerichten neu organisiert. Entsprechend wurde das Landgericht Dessau aufgehoben. Nach dem Zusammenbruch der DDR wurde Dessau 1992 erneut Sitz eines Landgerichts. Im Zuge der Kreisgebietsreform änderte sich zum 1. Juli 2007 die Gerichtsbezeichnung in „Landgericht Dessau-Roßlau“.

## Gebäude
Zunächst erfolgte die Unterbringung im Gebäude des Amtsgerichts. 1994 begann man mit dem Neubau eines Landgerichtsgebäudes, welches 1996 bezogen werden konnte. Im „Justizzentrum Anhalt“ befinden sich neben dem Landgericht auch das Landesverfassungsgericht des Landes Sachsen-Anhalt sowie das Arbeitsgericht Dessau-Roßlau. Im November 2007 zog auch das Finanzgericht des Landes Sachsen-Anhalt ein.

## Richter
Seit dem 28. Juni 2024 ist Michael Koch Präsident des Landgerichts Dessau-Roßlau.